# Bulgaria Otomană
Bulgaria otomană, (oficial Provincia Rumelia, în bulgară Румелия) a fost fondată după ce Al doilea Imperiu Bulgar a fost cucerit de turcii otomani. După războiul ruso-româno-turc provincia a fost divizată în Principatul Bulgariei și Rumelia Orientală. Bulgaria a fost reunificată ca Regatul Bulgariei în 1908.

## Organizarea
Turcii au reorganizat teritoriile bulgare împărțindu-le în mai multe vilaiete, fiecare condus de un Sanjakbey. Parte semnificativă din terenul cucerit a fost parcelat pentru urmașii sultanului, care a avut loc ca fiefuri de beneficii  (timars mici, mijlocii și ziyamet hases mari) direct de la el, sau de la Sanjakbey. Această categorie de terenuri nu au mai putut fi vândute sau moștenite, dar au revenit sultanului atunci când un guvernator murea. Terenurile au fost organizate ca posesiunile private ale sultanului otoman. Bulgarii au plătit mai multe taxe în mod regulat: o zecime ("yushur"), un impozit teren ("ispench"), o taxă privind comerțul și așa mai departe.

## Biserica Ortodoxă Bulgară
Sultanul l-a pus pe Patriarhul Ecumenic al Patriarhiei de Constanstinopol ca lider al popoarelor creștin ortodoxe din imperiul său. Patriarhia independentă bulgară a fost suprimată, iar Patriarhul Constantinopolului a preluat controlul Bisericii bulgare. Aceasta a fost una dintre sursele de nemulțumire de-a lungul perioadei otomane. Deoarece puțini din afara bisericii erau alfabetizați, poziția dominantă a clerului grec a condus la declinul culturii bulgare. Nu a fost învățată limba bulgară  în scoli moderne din țară până în 1835.

## Primele răscoale
În timp ce turcii au fost ascendenți, a existat o opoziție evidentă care să se pronunțe lor. Prima revoltă a început în 1408 atunci când doi nobili bulgar, Konstantin și Fruzhin, au eliberat unele regiuni dar au fost înfrânți. Apoi, au existat revolte în 1598, ca Prima Răscoală din Târnovo și, în 1686, A doua Răscoală din Târnovo în jurul vechii capitale Târnovo, a urmat revolta din Chiprovți în 1688, în Macedonia izbucnește o insurecție condusă de Karposh în 1689, ambele provocate de austrieci, ca parte din lungul lor război cu turcii. Toate revoluțiile au fost nereușite și s-au înecat în sânge. Cele mai multe dintre ele a dus la valuri masive de exilați, numerotare adesea sute de mii. O răscoală a mai avut loc când bulgarii din Țara Românească s-au înarmat să treacă în Bulgaria, dar voievodul Ghica i-a arestat. În 1739, Tratatul de la Belgrad între Imperiul Austriac și Imperiul Otoman a încheiat un interes austriac în Balcani. Dar prin secolul al XVIII-lea, puterea în creștere a Rusiei a fost simțită în zonă. Rușii, ca colegi slavi ortodocși, au putut apela la bulgari într-un mod care austriecii nu au putut. Tratatul de la Küçük Kainargi din 1774 a acordat Rusiei dreptul să se amestece în treburile otomane pentru a proteja creștinii din Imperiul Otoman.